# Eutelia abscondens
Eutelia abscondens är en fjärilsart som beskrevs av Walker 1858. Eutelia abscondens ingår i släktet Eutelia och familjen nattflyn. Inga underarter finns listade i Catalogue of Life.